# Juan José Abril
Juan José Abril Merino (* 12. Januar 1980 in Valladolid) ist ein spanischer Bahn- und Straßenradrennfahrer.
Juan José Abril wurde 2002 auf der Bahn spanischer Vizemeister im Scratch der U23-Klasse. Im Jahr darauf gewann er auf der Straße eine Etappe bei der Cinturón Ciclista a Mallorca. In der Saison 2004 gewann er eine Etappe bei der Vuelta a Segovia und konnte so auch die Gesamtwertung für sich entscheiden. Außerdem war er bei einem Teilstück der Vuelta a Avila erfolgreich. 2005 verteidigte er den Gesamtsieg bei der Vuelta a Segovia. Bei der Vuelta a Zamora gewann er zwei Etappen und wurde auch Erster der Gesamtwertung. Außerdem war er mit seinem Team beim Mannschaftszeitfahren der Vuelta Ciclista a León erfolgreich, wo er Dritter der Gesamtwertung wurde. 2006 und 2007 fuhr Abril für das spanische Continental Team Viña Magna-Cropu.

## Erfolge
2003
- eine Etappe Cinturón Ciclista a Mallorca

2005
- Mannschaftszeitfahren Vuelta Ciclista a León

## Teams
- 2006 Viña Magna-Cropu
- 2007 Viña Magna-Cropu